# Вістовий
Вістовий — в Росії (до 1917 р.) в армії (на флоті) солдат (матрос), що назначався для виконання службових доручень офіцера, для зв'язку, догляду за конем, супроводу офіцера в його поїздках; ординарець, денщик.
Вістовий — прикметник, застаріле, Службовець для оповіщення, подачі умовних знаків; сигнальний.

## Використані джерела
- Толковый словарь русского языка под ред. Д. Н. Ушакова
- Новый толково-словообразовательный словарь русского языка. Автор Т. Ф. Ефремова.